# Berlin Sobtacdoug
Berlin Sobtacdoug (27. siječnja 1977.) je rukometni vratar iz Demokratske Republike Kongo. Nastupa za domaći klub JS Kinshasa i rukometnu reprezentaciju Demokratske Republike Kongo.
Natjecao se na Svjetskom prvenstvu u Egiptu 2021., gdje je reprezentacija DR Konga završila na 28. mjestu.